# Подмаренник приручейный
Подмаре́нник прируче́йный (лат. Gálium rivále) — травянистое растение, вид рода Подмаренник семейства Мареновые (Rubiaceae).
Многолетнее растение с цепким стеблем, покрытым вниз направленными шипиками, с ланцетными цепкими листьями, собранными в мутовки по 6—8, с белыми четырёхлопастными цветками. Широко распространён в Центральной и Восточной Европе. От близкого вида — более южного полмаренника ложноприручейного (Galium pseudorivale Tzvelev) — отличается широковоронковидным венчиком цветка (у подмаренника ложноприручейного венчик с узкой трубкой около 1,5 мм длиной), а также более или менее постепенно переходящими в конечное остриё листьями.

## Ботаническое описание

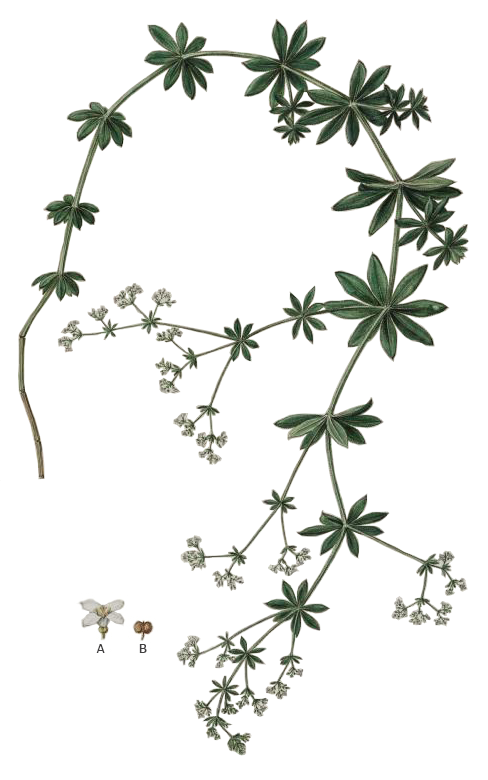
Ботаническая иллюстрация

Многолетнее травянистое растение 60—120 см высотой, с тонким горизонтальным корневищем. Стебель одиночный, полегающий или восходящий, четырёхгранный, без опушения, цепкий от многочисленных сравнительно крупных книзу направленных шипиков.
Листья собраны в мутовки по 6—8, (18)25—35(45) мм длиной и (4)6—10 мм шириной, обратноланцетной, линейно-ланцетной или эллиптической формы, голые, на верхушке постепенно переходящие в короткое гиалиновое заострение, с прямыми или немного завёрнутыми вниз краями, цепкие от многочисленных шипиков по краям.
Цветки собраны в многоцветковую сильноветвистую рыхлую верхушечную метёлку, снежно-белые. Цветоножки голые, цепкие, 0,5—3 мм длиной. Венчик ширококолокольчатый, 1,8—2,5(3) мм в диаметре, с четырьмя постепенно заострёнными лопастями.
Плодики (1,2)1,5—1,7 мм длиной, почковидной формы, с зернистой поверхностью, коричневые.

## Распространение
Широко распространённое в Средней и Восточной Европе, местами и в Западной Сибири и Малой Азии растение, встречающееся в зарослях кустарников по берегам рек и ручьёв. Описано из Греции.

## Таксономия

### Синонимы
- Asperula rivalis Sibth. & Sm., 1806basionym
- Asperula aparine auct.